# ヴォルトゥリーノ
ヴォルトゥリーノ（イタリア語: Volturino）は、イタリア共和国プッリャ州フォッジャ県にある、人口約1,700人の基礎自治体（コムーネ）。

## 地理

### 位置・広がり

#### 隣接コムーネ
隣接するコムーネは以下の通り。
- アルベローナ
- ルチェーラ
- モッタ・モンテコルヴィーノ
- ピエトラモンテコルヴィーノ
- ヴォルトゥラーラ・アップラ

## 行政

### 分離集落
ヴォルトゥリーノには、以下の分離集落（フラツィオーネ）がある。
- Carignani, Serritella, Scaricaturo